# Gyrtona
Gyrtona är ett släkte av fjärilar. Gyrtona ingår i familjen nattflyn.

## Dottertaxa tillGyrtona, i alfabetisk ordning[1]
- Gyrtona acisalis
- Gyrtona acrogramma
- Gyrtona angusta
- Gyrtona arcuata
- Gyrtona atribasalis
- Gyrtona brunneomaculata
- Gyrtona camptobasis
- Gyrtona conglobalis
- Gyrtona costella
- Gyrtona cristipennis
- Gyrtona demaculata
- Gyrtona demptella
- Gyrtona diffusistriga
- Gyrtona divitalis
- Gyrtona dorsifascialis
- Gyrtona dorsobimaculata
- Gyrtona dorsomaculata
- Gyrtona erebenna
- Gyrtona exsicca
- Gyrtona ferriceps
- Gyrtona ferrimissalis
- Gyrtona hopkinsi
- Gyrtona hylusalis
- Gyrtona inclusalis
- Gyrtona lophota
- Gyrtona mediolineata
- Gyrtona monilialis
- Gyrtona nama
- Gyrtona nigrocinerea
- Gyrtona niveivitta
- Gyrtona ochreographa
- Gyrtona oxyptera
- Gyrtona phaeozona
- Gyrtona phycisoides
- Gyrtona plumbisparsa
- Gyrtona polionota
- Gyrtona proximalis
- Gyrtona purpurea
- Gyrtona rotundalis
- Gyrtona sarawakana
- Gyrtona scotialis
- Gyrtona scotioides
- Gyrtona semicarbonalis
- Gyrtona singaporensis
- Gyrtona spilalis
- Gyrtona strenualis
- Gyrtona thoracica
- Gyrtona transpallida
- Gyrtona yucca